# サソリガイ
サソリガイ(Orange spider conch)は、ソデボラ科の大形の海貝の一つである。

## 概要
成体の殻の大きさは、70-205 mmであり、色は橙色及び白色が混ざっている。

## 分布
この種は、アルダブラ環礁、チャゴス諸島、コモロ、ケニア、マダガスカル、マスカリン諸島、モーリシャス、モザンビーク、レユニオン、セーシェル、タンザニアの沿岸沿いのインド洋で見られる。